# Neve Eli'ezer
Neve Eli'ezer (hebrejsky: נווה אליעזר, doslova Eli'ezerova oáza) je čtvrť ve východní části Tel Avivu v Izraeli. Je součástí správního obvodu Rova 9 a samosprávné jednotky Rova Darom Mizrach.

## Geografie
Leží na východním okraji Tel Avivu, cca 5 kilometru od pobřeží Středozemního moře, v nadmořské výšce okolo 30 metrů. Dopravní osou čtvrti je silnice číslo 461 (ulice Derech Chajim Bar Lev). Na severu s ní sousedí čtvrť Neve Chen, na severozápadě Kfar Šalem, na jihu Livne a na východě Nir Aviv.

## Popis čtvrti
Plocha čtvrti je vymezena na severu ulicí Machal, na jihu třídou Derech Chajim Bar Lev, na východě třídou Šešet ha-Jamim a na západě Cvija Lubetkin. Zástavba má charakter husté mnohapodlažní bytové výstavby. V roce 2007 zde žilo 5765 obyvatel (údaj společný pro čtvrť Neve Eli'ezer a východní část čtvrtě Kfar Šalem). 